# Sommelsdijkse Kreek
De Sommelsdijkse Kreek is een kleine rivier (kreek) in de Surinaamse hoofdstad Paramaribo. Ze mondt uit in de Surinamerivier

## Naamgeving
De kreek is vernoemd Cornelis van Aerssen van Sommelsdijck, die gouverneur van Suriname was van 1683 tot hij op 19 juli 1688 werd vermoord.

## Verloop

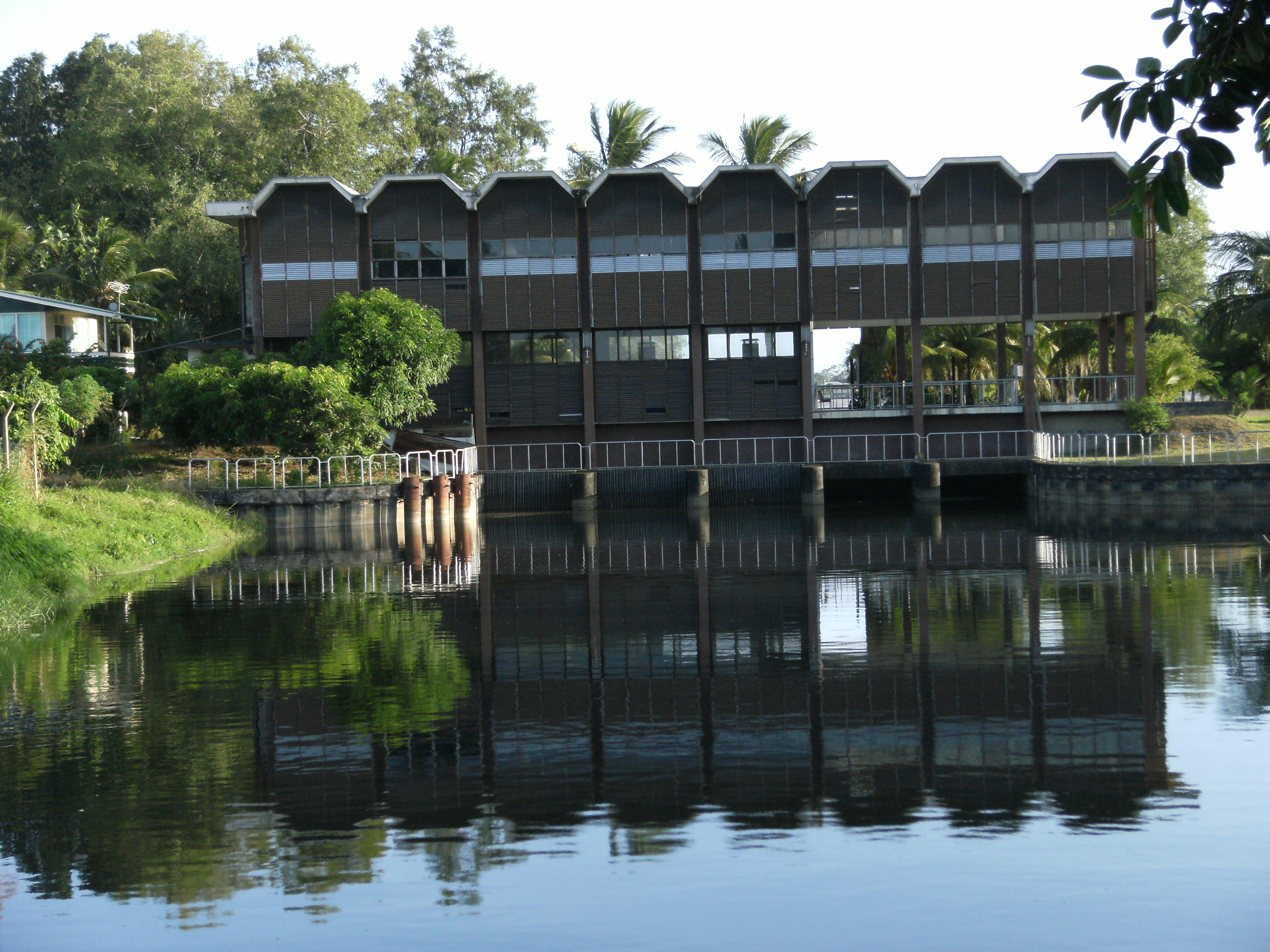
Pompstation bij de monding, 2009

De monding van de Sommelsdijkse Kreek ligt tussen de percelen van het Kabinet van de President (Kleine Combéweg) en Hotel Torarica (Kleine Waterstraat). Daar ligt ook een pompgemaal dat overtollig water afvoert naar de Surinamerivier.
Stroomopwaarts bevindt zich de craftsmarkt Wakapasi naast de Palmentuin. De benedenloop van de kreek vormt de denkbeeldige grens van de aan de westzijde gelegen historische binnenstad. Aan de oostzijde bevindt zich een uitgaansgebied langs de Van Roseveltkade, de Kleine Waterstraat en de Van Sommelsdijckstraat.
Na de brug van de Grote Combéweg loopt de kreek langs de Nederlandse ambassade (1996). Verderop bevindt zich het Mgr. Aloysius Zichem Sportcentrum met erachter het Sint Vincentius Ziekenhuis. Rioolwater wordt hier in de kreek afgevoerd.
Een groot aantal bruggen verderop gaat de kreek naar rechts, via de Letitia Vriesdelaan naar de Cultuurtuin, en voorafgaand langs het Psychiatrisch Centrum Suriname, het hoofdkantoor van de SVB, het Owru Cul Sport Complex en het André Kamperveenstadion.